# Varga Erika
Varga Erika (Mátészalka, ? –) ötvös, divattervező, a Romani Design alapítója.
Sokrétű tevékenysége a cigány-magyar kulturális párbeszéd fejlesztésétől, a gyermekeknek tartott ötvös- és aranyműves foglalkozásokon át, olyan oktatási segédanyag szerkesztéséig terjed, amely révén lehetősége nyílik bemutatni a cigány történelem, hagyomány, és kultúra értékeit.
2012-ben elnyerte „Az év hősnője” különdíjat a Glamour magazin Women of the Year gáláján, 2018-ban az Európai Parlament által adományozott Európai Polgár díjban, 2019-ben a Nemzetségekért díj miniszterelnöki elismerésben részesült.

## Életrajza
Összetartó cigány közösségben, jómódú kereskedőcsaládban született, Mátészalkán. Családjának nőtagjai még hagyományos cigány szoknyákban jártak, édesanyja forradalmár-alkatként már a '70-es években a hagyományos szoknyát, kötényt és kendőt variálta a modern garbóval. Apai ági felmenői kereskedők voltak, anyai ágon földművelő-állattartó hagyományokat örökölt. Testvére Helena művelődésszervező, a Romani Designban a tervezőtársa, egyedi táskákat tervez. Nagymamája maga varrta a ruháit, tudatosan ötvözve a modern darabokat a cigány népviselettel. Édesanyja kézműves cigány babákat készít. Kidobott Barbie-babákat restaurál, átalakít, lányai pedig tradicionális és modern roma népviseletbe öltöztetik őket. Az üzleti vénát kereskedő édesapjától, Ferenctől örökölte, a ruhaanyagokkal való foglalkozást anyai ágról sajátította el. Gyerekkorából, tradíciókövető családjából hozta magával a Romani termékekre jellemző változatos formákat és gazdag színvilágot. Küldetésének tekinti, hogy ezt az örökséget továbbadja, a divat segítségével teremtsen hidat a különböző kultúrák között, és hasson a sztereotip közgondolkodásra.
Tradicionális szabolcsi oláh családban nőtt fel. Az általános iskolában jó tanuló volt, a középiskoláit Budapesten közgazdasági technikumban végezte. Az érettségi környékén részt vett egy ösztöndíjprogramban, ami olyan roma fiatalokat támogatott anyagilag, akik aránylag jól tanulnak. Érettségi után ötvösként dolgozott, saját műhelyt indított, közben roma népismeret terjesztéssel foglalkozott. Testvérével Helenával a hátrányos helyzetű településeken cigány népismeretet oktatott illetve készség- és képességfejlesztő foglalkozásokat vezetett. Nyaranta ötvösfoglalkozásokat tartott a műhelyében olyan gyerekeknek, akik az ország különböző pontjáról érkeztek, hogy megismerjék ezt a szakmát. A hátrányos helyzetű cigány gyerekeknek a helyszínre, Beregszászra, Kántorjánosiba, Hajdúhadházra, a roma telepekre utazva tartotta meg a foglalkozásait. 12 évig volt a főszerkesztője a Glinda roma gyermek- és ifjúsági magazinnak.
A technikum elvégzése után könyvelőként, vállalati tervezőként dolgozott, majd fővárosi roma fiataloknak, köztük állami gondozottaknak segített a tanulmányaikban a roma identitásuk erősítése mellett. A mentorált fiatalok között volt például Csányi Sándor, aki ma sikeres színész, és sokan a mai roma értelmiség vagy roma folklór képviselői közül, köztük Szilvási István vagy a Romano Glaszo, a Karaván Familia tagjai, akiknek a pályája innen indult. 
Tudatosan készült arra, hogy Magyarországon piacteremtő legyen a romadivattal, az első romamárka, a Romani Design megálmodásával. Nem úgy indult, hogy divattervező szeretne lenni, hanem csatornát keresett egy általa fontosnak tartott társadalmi üzenet közvetítésére. A Romani Design megalapításakor egy olyan brand kialakítása volt a célja, amely a divat és a design határán egyensúlyozva ugyanazt az üzenetet továbbítja, mint amit a szociális munkájával képviselt. Vallja, hogy az általa létrehozott márka egyik legfőbb célja a roma kultúra presztízsépítése. 
Gyerekkorában már éreztették vele, hogy nem olyan, mint a többiek. Nehezen fogadta el, hogy származása miatt más szemmel néznek rá. Éppen ezért most a divatot használja mint kommunikációs forrást, és a segítségével próbálja meg csökkenteni az előítéleteket. Szeretné elérni, hogy a roma nőkről kialakult kép radikálisan megváltozzon a magyar társadalomban. Ha meg is jelennek a médiában, a róluk szóló hírek sokszor sztereotípiákra épülnek: a roma nőket gyakran ábrázolják egy férfiközpontú társadalom áldozataiként vagy mélyszegénységben élő kiszolgáltatott emberként. Úgy gondolja, hogy a divat révén szemléletformálást lehet megvalósítani, sőt, a divat eszközeit használva felvértezhetjük magunkat olyan vizuális válaszokkal, amelyek a rasszizmus ellen dolgoznak.
Az Európai Polgár díj átadásának laudációja során így méltatták: „Varga Erika megtestesíti azokat a roma értékeket, amelyeket az általa tervezett alkotások is képviselnek: az életörömet, a szabadságot, a családi tradíciók tiszteletét, az értékek generációkon való átadását, az identitás bátor felvállalását”.

„Számomra a divat ugyanaz, mint az írónak a szavak, festőnek a színek. Ruháimon keresztül tudom megfogalmazni önmagam és megteremteni azt a világot, amelyben szívesen élek.”

– Varga Erika

2012-ben Kőszegi Edittel, a KuglerArt Szalon és Galéria vezetőjével közösen létrehozta Budapest belvárosában, az V. kerület Szent István tér 3. alatt egyHáz néven a roma kulturális központot. Itt helyet kapott a Romani Design szalonja és varrodája is.

## Romani Design
A Romani Design 2009-ben alapított közösségi vállalkozás, szociális szövetkezet. Foglalkoztatási projektként indult el, az Országos Foglalkoztatási Alapítvány pályázatán nyertek. 2010-ben kezdték el készíteni az első ruhadarabokat. A divatműhelyben nehéz sorsú embereket foglalkoztatnak. A Romani Design divatmárkát 2010-ben vezették be, ez a világ első roma divatstúdiója. Az első roma divatbemutatóra 2010. július 24-én került sor a budapesti Gödör Klubban. Az első négy évben hangsúlyosan a társadalmi misszióról beszéltek, olyan témákat vetettek fel, mint az elfogadás, az alkalmazkodás készségének fontossága és a fiatal, modern roma identitás tematikája. Az utolsó négy év már a fashion brand építéséről is szólt. A Romani Design üzenete: lehetsz sikeres, és boldogulhatsz az életben úgy, hogy megmutatod a saját kultúrádat, óvod tradícióidat és vállalod roma identitásodat.
A Romani Design divatmárka, és társadalmi brand. A márka megfelel a kortárs divat elvárásainak, ugyanakkor tovább élteti a roma kultúra tradícióit, sokszínűségét. Céljuk a roma viseletben fennmaradt tradíciók felelevenítése és megőrzése a széles közönséget megszólító divattermékek bemutatásával, amelyek cigány és nem cigány emberek számára egyaránt hordhatók. A Romani Design a divaton keresztül egyszerre kívánja segíteni a roma közösségek iránti érzékenység kialakítását, a roma kultúra iránti érdeklődés erősítését, és hatékony módon ápolni a roma viseleti kultúra hagyományait. Tradicionális roma öltözékek, kiegészítők valamint azok motívumainak felhasználásával terveznek és készítenek kortárs dizájn termékeket, ruhákat, táskákat, ékszereket és más kiegészítőket. Stúdiójuk Budapesten a VII. kerület Akácfa utcában, a műhelyük Rákospalotán található. Varrodájuk nyitott műhelyként működik, ahol folyamatosan fogadnak roma és nem roma nőket, egyetemistákat, akik fejlődni, tanulni szeretnének a szabás-varrás-design területén.
A Romani Design olyan nemzetközi színtéren is egyedülálló divatmárka, ahol a társadalmi ügy párosul az eleganciával, és ahol az egyedi, különleges designtermékek üzenettel rendelkeznek. A világviszonylatban is unikumnak számító Romani társadalmi küldetése, hogy a divat világán keresztül segítse elő a romák társadalmi integrációját, valamint az identitás és az öltözködés szabadságát hirdesse. A márka 2013-ban részt vett egy magyar-szlovák civil együttműködésben, amelynek során nehéz sorsú roma és nem roma nőket tanítottak szabni, varrni, modellezni, hogy segítsék őket a mélyszegénységből való kitörésben. Mélyszegénységben élő, illetve roma fiatalokat, nőket oktatnak szabás-varrásra, akik az így megszerzett tudás birtokában munkát szerezhetnek, de a családjuk ruházkodását is könnyebben meg tudják oldani. A 2014-es kollekció megvarrásában részt vettek azok a hátrányos helyzetű magyarországi és szlovákiai nők, akik egy egyéves projekt keretében kaptak képzést. Modellkurzusokat is tartanak, amelyen a XV. kerületi Leánynevelő Intézet néhány lakója is részt vesz.
A Romani Design az ERSTE Alapítvány által létrehozott Roma Partnership program része. Célja, hogy roma és nem roma együttműködők bevonásával hozzájáruljon olyan kezdeményezésekhez, amelyek munkahelyeket és bevételi lehetőségeket teremtenek a közösségeknek, amelyek így önfenntartóvá válhatnak.  A Romani Design lett az ERSTE 2011-es Társadalmi Integrációs Díjának egyik nyertese.

### Kiállítások, bemutatók
2017-ben a fesztiválozókkal közös divatbemutatót tartottak a Sziget Fesztiválon.
A 2018-as Frida Kahlo kiállításra a Magyar Nemzeti Galériával együttműködve alkották meg a Frida Kahlo által ihletett kollekciót, amelynek darabjait Gryllus Dorka mutatta be, aki a márka nagykövete lett. Rajta kívül szívesen vesz részt modellként a ruhák bemutatásában Farkas Franciska, Ónodi Eszter és Trokán Nóra, és modellként vállalt szerepet divatbemutatójukon Borbély Alexandra, Pásztor Anna, Epres Panni, Keresztes Ildikó és Tóth Gabi, valamint Hámori Ildikó és Kiss Diána Magdolna is.
2019-ig bemutatót tartottak Mumbaiban a Tádzs Mahal palota arany oszlopai között, a Marie Claire Fashion Days-en, Kuala Lumpurban, Brüsszelben, Prágában, Dohában, Delhiben, Berlinben, Bécsben. Lisszabonban ottani művészek, celebritások, és vezető politikus nők voltak a modelljeik, és további meghívásaik is vannak, például a Jakarta Fashion Weeken való részvételre, továbbá egy párizsi és egy strasbourgi bemutatkozásra. A Romani képviselte Magyarországot Bangkokban a Thai Selyem Divathéten. A bemutatott kollekció a 2018-ban az UNESCO szellemi kulturális örökségévé nyilvánított kékfestés hagyományából merítkezett: a szentendrei és tolnai kékfestő műhelyek mintái mellett a márka saját nyomatai voltak a hangsúlyosak, melyek a hazai cigányság magyar és roma kulturális kötődéseit fogalmazták meg. A bangkoki bemutatóra készített estélyi ruhák a magyar kékfestő és thai selyemkészítő hagyományokat ötvözték a kulturális párbeszéd jegyében. A márka nélkül már nem telik el divathét.
Varga Erika egyedül álmodja meg és tervezi a kollekcióit de ő foglalkozik az együttműködésekkel, a szervezéssel, az ügyfelezéssel, a tehetséggondozással és a mentorációval is. A tervezési folyamat során három alapvető szempontot tart fontosnak: az egyik, hogy a kollekció megfeleljen a kortárs divat elvárásainak, a másik, hogy képviselje a roma kultúrát, a harmadik pedig, hogy formálja a divatot és a közvéleményt. A kollekcióihoz nem csak az archív családi fényképalbumokból, családja mindennapjaiból inspirálódik, hanem járja a világot, folyamatosan gyűjtőmunkát végez, és néprajzi kutatásai alatt mindig rálel kincset érő darabokra, melyeket aztán felhasznál. A roma telepeken végzett gyűjtőmunka és fotódokumentáció a mai napig inspirálják a tervezőmunkát. Fontosnak tartja, hogy ruháikkal a cigánykultúrát újra a mindennapok részévé tegyék. Ezért is jutnak rajtuk hangsúlyos szerephez a klasszikus, de a 21. századi ízlésvilág szerint felhasznált roma motívumok. A ruhák és az egyedi kiegészítők befogadó közegre találtak a roma és nem roma társadalomban egyaránt. A kollekciók ruháit Varga Erika, a porcelán ékszereket Diós Gabriella, a táskákat pedig Varga Helena tervezi. A táskák kézműves technológiával, bőr, textil, kasmír és selyem anyagok ötvözésével, kézzel készülnek. Az ékszereket a 2014-es kollekcióhoz hímzett tűzrózsa virágmotívumok ihlették, melyeket Varga Erika tervezett. Színviláguk, festményszerű ábrázolásmódjuk harmonikus kiegészítői a ruháknak.

## Díjai, elismerései
- 2012: Az év hősnője (a Glamour magazin Women of the Year gáláján osztott díj)
- 2018: Európai Polgár díj (az Európai Parlament által adományozott elismerés)[34][35]
- 2019: Fidelio Kult50 (Vizuális kultúra kategória)[36]
- 2019: Nemzetiségekért Díj miniszterelnöki elismerés[37]